# Resident Evil Gaiden
Resident Evil Gaiden — одна из игр серии Resident Evil. Вышла в 2001 году на портативной приставке Game Boy Color.

## Сюжет
Действие происходит в 2000 году на корабле — скрытой лаборатории корпорации «Umbrella», в которой проводились исследования по разработке Т-вируса — биологического оружия. Происходит авария, из-за заражения вирусом обитатели корабля становятся мутантами.
Леон Кеннеди, один из главных героев Resident Evil 2, получает приказ обследовать океанский лайнер, «Starlight», на котором, по слухам, компания Umbrella занимается новым типом био-органического оружия. В конце концов, штаб-квартира теряет контакт с Леоном и Барри Бертон, друг персонажа из оригинальной Resident Evil, отправляется, чтобы найти его.
Узнав, что экипаж и пассажиры судна превратились в зомби, Барри встречает единственную выжившую девушку по имени Люсия, которая, по непонятным причинам, может чувствовать присутствие новых B.O.W, а также обладает другими таинственными способностями. Люсию похищает чудовище, и Барри отправляется её искать, где встречается с Леоном, и они вместе отправляются спасать Люсию.

## Персонажи
- Леон Скотт Кеннеди — бывший полицейский города Раккун, решивший присоединится к борьбе против «Umbrella». После высадки на корабль с ним была утеряна связь. Главный герой игры.
- Барри Бёртон — бывший член отряда S.T.A.R.S., так же посвятил свою жизнь борьбе с «Umbrella». После того, как была утеряна связь с Кеннеди, был отправлен ему на помощь. Главный герой игры.
- Люсия — загадочная девушка, которую обнаружил Барри на корабле. Единственный живой человек на корабле. По неизвестной причине может чувствовать новых B.O.W. Главная героиня игры.

## Оценки
| Сводный рейтинг | Сводный рейтинг |
| Агрегатор       | Оценка          |
| --------------- | --------------- |
| GameRankings    | 56,46 %         |